# 偉大密碼
偉大密碼（法語：Grand Chiffre）是一種由羅西諾爾家族創建的命名密碼，該家族使用此密碼為法國皇室服務了幾個世代。偉大密碼是一款極其優秀的加密法，並因此被賦予此名；當時人們認為此密碼無從破解。其變體版本由法國半島軍隊繼續使用到1811年夏天，其後偉大密碼便開始衰落，但直至現時法國檔案館中不少外交資訊仍是未能破解。

## 歷史背景
安東尼·羅西諾爾的密碼學技巧於1626年開始著名。當時一名信差從胡格諾派控制的雷阿勒蒙出走，後被發現，而安東尼當天下午就破解了信息。其指胡格諾派再難以控制該城，法軍其後將解密後的信息送至城內，逼使胡格諾派投降。安東尼·羅西諾爾和兒子波拿文士拉·羅西諾爾其後獲晉升。
他們其後創立了這個百年內無人能破解的密碼。艾蒂安·巴澤里於1893年左右用了近3年時間嘗試破解，其間他發現每個數字代表一個法語音節，而非逐個字母替代。他再猜測124-22-125-46-345代表les ennemis（敵人），然後再破解整個密碼。

### 鐵面人
在一封路易十四和尼古拉斯·卡蒂纳元帥之間的加密信件出現了一個解決鐵面人奧秘的方法。信內提及一位名為維維恩·德·布隆德（Vivien de Bulonde）的將軍，他原要進攻奧地利城鎮庫內奧，卻遠離了戰場。他的行為甚至差點令皮埃蒙特地區的全部戰役皆落敗。書中寫道：
His Majesty knows better than any other person the consequences of this act, and he is also aware of how deeply our failure to take the place will prejudice our cause, a failure which must be repaired during the winter. His Majesty desires that you immediately arrest General Bulonde and cause him to be conducted to the fortress of Pignerole, where he will be locked in a cell under guard at night, and permitted to walk the battlement during the day with a 330 309
中文翻译如下：
陛下比别人更清楚该行动的后果，他也清楚我们如果不能攻取这个地方对我们的事业有多么大的损害，整个冬季我们都将为之补救。陛下想要你立即逮捕布隆德，将他发往皮内罗洛城堡，他将在那里晚上在护卫看护下关在牢房里，白天被允许到城墙上走走，带着一个330 309
330與309在文中只出現了一次，因而理論上無可能破解。巴澤里確認布隆德將軍灰頭土臉（disgraced）並被移除了職權，因此他認為330和309分別代表面具（masque）和句號。但面具一詞很少出現在類似的密碼本中。

## 技術特性

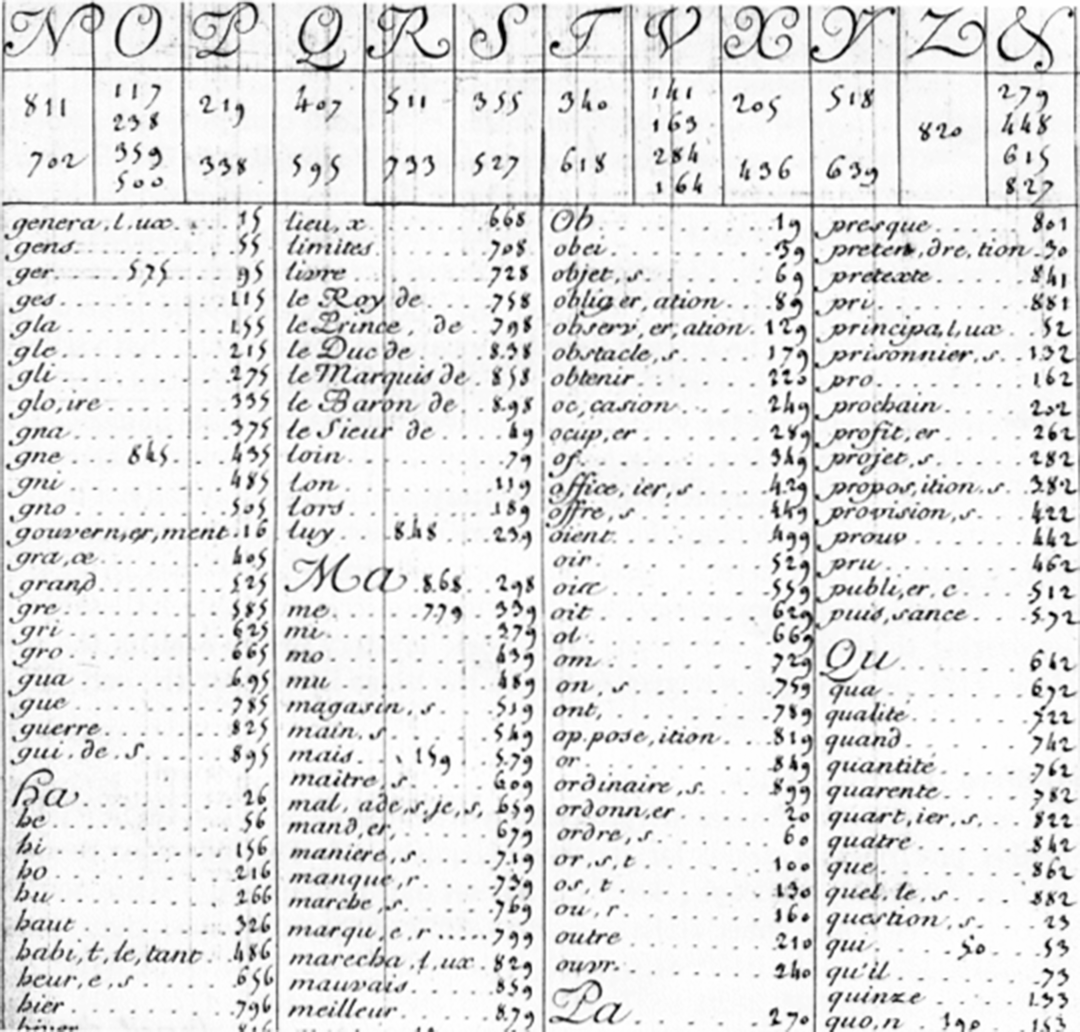
一張命名密碼加密表。

巴澤里所破解的密碼是一組由587個音節組成的字典。偉大密碼還有其他不同變種，路易十四的海外部長有不同的代碼表，其不僅加密音節，同時還包括字母或單詞。為對抗頻率分析，有些變種裏包含完全不含实际意义的部分，使用頻率分析者則會大受影響，可解密者很容易便能發現並將其丟棄。其中甚至有一些是指令丟棄上一個加密單元，以欺騙破解者。
作為一種命名密碼，偉大密碼將某此將軍的名字予以取代，如奧古斯特·德·馬爾蒙或其它敏感詞彙。代碼表包括一些外加單元以改變字母、單詞的大小寫、性別，所以法國用字的規則於加密時同樣適用。由於e在法文中為最常用的字母，偉大密碼提供了更多選擇以制造平坦的頻率分佈結果。有一款偉大密碼將711種代碼分出131種供e使用。

## 腳注
1. 1 2  Urban 2004, p. 104
2. ↑  Kahn, 2005, p. 45
3. ↑  Kahn 2005, p. 45
4. ↑  Kahn 2005, p. 46
5. ↑  Singh
6. ↑  Urban, Mark. . London: The Guardian. 2001-08-25  [2009-10-10]. （原始内容存档于2013-04-19）.
7. ↑  . Vectorsite.net.   [2009-10-10]. （原始内容存档于2019-09-11）.
8. ↑  Kahn 2005, p. 47
9. ↑  Urban 2003, p. 111
10. ↑  Urban 2004, p. 117